# Mès
Pour les articles homonymes, voir MES.
Le Mès est un fleuve côtier situé dans la presqu'île guérandaise, dans le département français de la Loire-Atlantique.

## Géographie
Le cours du Mès est inscrit entre l'estuaire de la Loire au sud et celui de la Vilaine au nord.
Il prend sa source sur la commune de Guérande, au débouché de l'étang du Cabinet situé dans la propriété du lycée professionnel Olivier Guichard au Nord-Est du centre de la ville. Il sert par la suite de frontière naturelle aux communes de Saint-Lyphard, Herbignac, Saint-Molf, Mesquer et Assérac.
Long de 19,9 kilomètres, il se dirige tout d'abord en direction du Nord-Est, alimente l'étang de Kercabus dont il est également l'exutoire, puis l'étang de Bouzaire dont il est également l'exutoire, avant d'obliquer vers le Nord et de traverser les marais du Mès, auquel il donne son nom. Il oblique enfin vers l'Ouest avant de se jeter dans l'océan Atlantique par l'intermédiaire de l'étier de la Barre (ou étier de Pont d'Arm, qui peut aussi s'écrire Pont d'Armes) entre les communes d'Assérac et de Mesquer.

## Classement
La partie aval du cours du Mès fait l'objet d'un inventaire ZNIEFF de type 1 sous la référence ZNIEFF 520014701
Elle fait également partie du site RAMSAR Marais salants de Guérande et du Més.

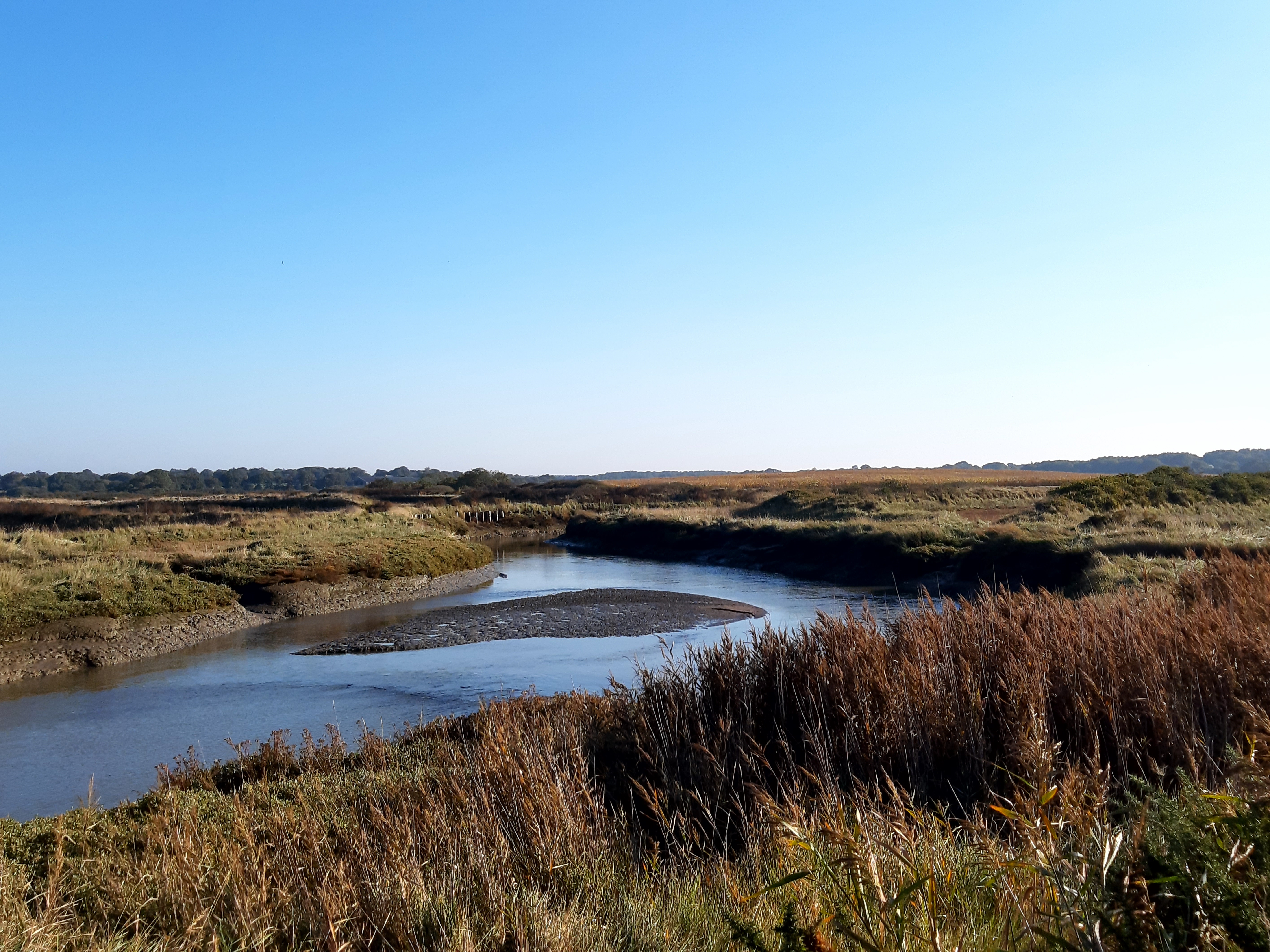
Étier du Pont d'Arm, délimitant les communes d'Assérac et de Saint-Molf, dernière section du Mès